# 野々市市立御園小学校
野々市市立御園小学校（ののいちしりつみそのしょうがっこう）は、石川県野々市市にある公立小学校。

## 概要
1978年4月野々市小学校の児童数増加に伴い分離。10月には現在地に校舎が完成。1984年3月館野小学校開校のため、押野、若松、横宮の3校区を分離。

## 沿革
- 1978年4月1日 - 野々市小学校内校舎で開校。
- 1978年10月20日 - 校舎落成、校歌制定。
- 1984年3月31日 - 館野小学校開校のため分離。
- 2011年11月11日 - 野々市市の市制施行に伴い、野々市市立御園小学校に校名変更。

## 学校周辺
- 100満ボルト野々市本店
- 野々市駅（IRいしかわ鉄道線）